# Christine Jakob
Minna Hildegard Christine Jakob (* 11. Januar 1948 in Mügeln; † 24. März 2019) war eine deutsche Hochschullehrerin. Sie war Professorin an der Technischen Hochschule/Universität Ilmenau und von 2000 bis 2013 Fachgebietsleiterin für Elektrochemie und Galvanotechnik im fakultätsübergreifenden Institut „Chemie, Elektrochemie und Galvanotechnik“.

## Leben
Schon während des Schulbesuchs in Engelsdorf (Leipzig) interessierte sie sich für chemische Vorgänge und begann 1964 eine dreijährige Berufsausbildung zur Chemielaborantin mit Abitur. Ab 1967 studierte sie an der Technischen Hochschule Ilmenau, Fakultät für Starkstromtechnik im Fachgebiet Elektrochemie und Galvanotechnik und schloss das Studium 1972 als Diplomingenieur ab. Eine sechsjährige Assistenzzeit bei Heinz Liebscher endete 1978 mit der Promotion zum Thema „Einfluss der hydrodynamischen Bedingungen auf den galvanotechnischen Abscheidungsprozess“.
Christine Jakob wechselte 1979 in die Edelmetallgalvanik des VEB Elektroglas Ilmenau, wo sie die partielle Veredlung von Trägermaterialien für mikroelektronische Bauelemente mit einführte. Im Jahr 1983 kehrte Christine Jakob an die TH Ilmenau zurück. Sie arbeitete im Fachgebiet Glas- und Keramik-Technik der Sektion Gerätetechnik unter Dagmar Hülsenberg und untersuchte die elektrochemischen und elektrophoretischen Vorgänge bei der Korrosion von Kohlenstoffelektroden in der Porzellanindustrie. Zum Thema „Leitungsmechanismus und Elektrodenoptimierung bei der elektrochemischen Entwässerung keramischer Schlicker in der Porzellanindustrie“ reichte Christine Jakob 1988 ihre Habilitation auf dem Gebiet der Glas- und Keramik-Technik ein. Im Februar 1989 wurde sie zur Hochschuldozentin für Elektrochemische Technik berufen und kehrte an die Sektion Elektrotechnik bzw. später die Fakultät Elektrotechnik und Informationstechnik zurück. Dort übernahm sie das Fachgebiet Werkstofftechnologie, richtete die Fächer und Lehrveranstaltungen der elektrochemischen Technik (Batterien, Brennstoffzellen, Elektrolyseure, Wasserstoffwirtschaft) und das dazugehörige Wasserstofflabor für alle Energietechnikstudenten ein.
Nach der Emeritierung von Heinz Liebscher im Jahr 1997 und Cordt Schmidt im Jahr 2000 wurde ihr eine außerplanmäßige Professur verliehen und sie wurde Fachgebietsleiterin für Elektrochemie und Galvanotechnik. Zu dieser Zeit begann sie umfangreiche Untersuchungen zu Nickeldispersionsschichten mit nanoskaligen Keramikpartikeln in enger Zusammenarbeit mit der TU Chemnitz.
Sie war verheiratet und hatte zwei Kinder.

## Leistungen
Auf dem Gebiet der Dispersionsschichten konnte über viele Jahre eine enge Zusammenarbeit mit der bulgarischen Akademie der Wissenschaften aufrechterhalten werden. Der Kooperationsvertrag zwischen der TU Sofia und der TU Ilmenau aus dem Jahr 1967 wurde auf diesem Gebiet für gemeinsame Forschungen und Untersuchungen genutzt.
Um die Ausbildung auf dem Fachgebiet zu stärken, konnte unter Christine Jakob an der TU Ilmenau ein fakultätsübergreifendes Institut „Chemie, Elektrochemie und Galvanotechnik“ zwischen dem Fachgebiet Chemie der mathematisch-naturwissenschaftlichen Fakultät und ihrem Fachgebiet an der Fakultät für Elektrotechnik und Informationstechnik gegründet werden.
Da in den letzten Jahrzehnten ein Lehrstuhl für Elektrochemie im deutschsprachigen Raum nicht mehr existierte, initiierte sie zusammen mit dem Zentralverband Oberflächentechnik e.V. (ZVO), der Deutschen Gesellschaft für Galvano- und Oberflächentechnik e. V. (DGO) und der Technischen Universität Ilmenau die Einrichtung einer Stiftungsprofessur „Elektrochemie und Galvanotechnik“. Der Lehrstuhl soll vor allem die theoretische Ausbildung in diesem Fach zukünftig absichern und die entstandene Lücke schließen. Mit dem 2010 berufenen Stiftungsprofessor Andreas Bund bereitete sie die Einrichtung eines nichtkonsekutiven Masterstudienganges „Elektrochemie und Galvanotechnik“ vor.
Neben der Lehre und zahlreichen Veröffentlichungen betreute sie 50 Diplomarbeiten, 5 Dissertationen und eine Habilitation.

## Ehrenamtliches Engagement
Christine Jakob war Mitbegründerin der Rheuma-Liga Thüringen und war Präsidentin des Landesverbandes. Im Jahr 1992 wurde sie in den Vorstand des Bundesverbandes gewählt und war von 1996 bis 2008 dessen Präsidentin und anschließend bis zu ihren Tod die Ehrenpräsidentin.
Sie war Gleichstellungsbeauftragte der Fakultät für Elektrotechnik und Informationstechnik an der TU Ilmenau.

## Auszeichnungen
Im Jahr 2001 erhielt sie den Leuze-Preis der DGO für eine Reihe von Veröffentlichungen.
Für ihre ehrenamtliche Tätigkeit, davon zwölf Jahre als Präsidentin des Bundesverbandes der Rheuma-Liga, erhielt sie 2010 das Bundesverdienstkreuz am Bande.
In Anerkennung und Würdigung besonderer Verdienste um die Rheumatologie verlieh ihr die Deutsche Gesellschaft für Rheumatologie 2010 die Kussmaul-Medaille.

## Werke
- Christine Jakob: Modelluntersuchungen zum Einfluß der hydrodynamischen Bedingungen auf den galvanotechnischen Abscheidungsprozeß. Dissertation. Hrsg.: TH Ilmenau. Ilmenau 27. Februar 1979, DNB 212478176 (145 S., verteidigt am 10. Oktober 1979).
- Christine Jakob: Elektrophorese keramischer Suspensionen – Leitungsmechanismus und Elektrodenoptimierung. Dissertation B. Hrsg.: TH Ilmenau. Ilmenau 5. September 1988, DNB 900236248 (142 S., verteidigt am 20. November 1988).